# 本多忠鵬
本多 忠鵬（ほんだ ただゆき）は、三河西端藩の第2代(最後の)藩主。

## 生涯
安政4年（1857年）、大身旗本本多忠寛（後に西端藩の初代藩主）の長男として江戸で生まれる。慶応3年（1867年）5月20日、父が病気を理由に隠居したため、家督を継いで藩主となる。慶応4年（1868年）の戊辰戦争では新政府に与して尾張藩に属した。また、西端陣屋を改築している。
明治2年（1869年）6月、農兵を徴兵して洋式訓練を行なっている。直後の6月23日、版籍奉還により西端藩知事に任じられ、明治4年（1871年）7月14日の廃藩置県後は西端県知事に任じられるが、11月の新県合併で額田県と合併して愛知県に編入されたため、罷免されて東京へ移った。
明治17年（1884年）5月、宮中祗候に任じられる。同年7月、華族令に伴い子爵を授爵した。明治24年（1891年）9月、裁判所から家産分散の宣告を受ける。この頃の本多家は経済的に傾いていたと考えられる。
明治29年（1896年）3月24日、死去、享年40。

## 家族
父母
- 本多忠寛（父）

子女
- 本多辰男

| 日本の爵位 | 日本の爵位                              | 日本の爵位    |
| ---------- | --------------------------------------- | ------------- |
| 先代 叙爵  | 子爵 （西端）本多家初代 1884年 - 1896年 | 次代 本多辰男 |